# Maputo (provins)
Maputo er en provins i Mozambique med en befolkning på 806.179 indbyggere og et areal på 26.058 km². Matola er hovedbyen i provinsen. Provinsen består af distrikterne: 
- Boane
- Magude
- Manhiça
- Marracuene
- Matola
- Matutuíne
- Moamba
- Namaacha

25°30′00″S 32°20′00″Ø / 25.5°S 32.333333333333°Ø